# Jesse Ramsden
Jesse Ramsden   (Salterhebble, Halifax, 15 d'octubre de 1735 - Brighton, 5 de novembre de 1800) fou un constructor d'instruments científics del segle xviii que va fer notables millores en els telescopis.

## Vida
Ramsden era fill d'un hostaler no gens ric. Va rebre el seu ensenyament bàsic a l'escola de Heath (West Yorkshire) sota influència del Rv. Hall, famós en matemàtiques, fins als 21 anys en què es va traslladar a Londres, on va treballar a l'empresa de Mark Burton, fabricant d'instruments científics, entre 1756 i 1760.
Poc temps després, obre la seva pròpia empresa a Haymarket, Ciutat de Westminster, aleshores un suburbi de Londres, i pren el seu primer aprenent el 1763. El seu local era a la vora del dels òptics Dollond i fills i, amb ells, no solament va aprendre òptica, sinó que també es va casar amb la germana petita, Sarah.
El 1773 va traslladar la seva fàbrica a Piccadilly, on ell, la seva dona i els aprenents i oficials treballaven en el disseny i fabricació del seu dividing engine (vegeu més avall).
De les seves fàbriques van sortir per a tot Europa instruments astronòmics, geodèsics, òptics, etc. que eren molt apreciats, tant pels científics com pels aficionats.
Ramsden va ser escollit fellow de la Royal Society el 1786 i el 1795 va ser premiat amb la medalla Copley.

## Treballs

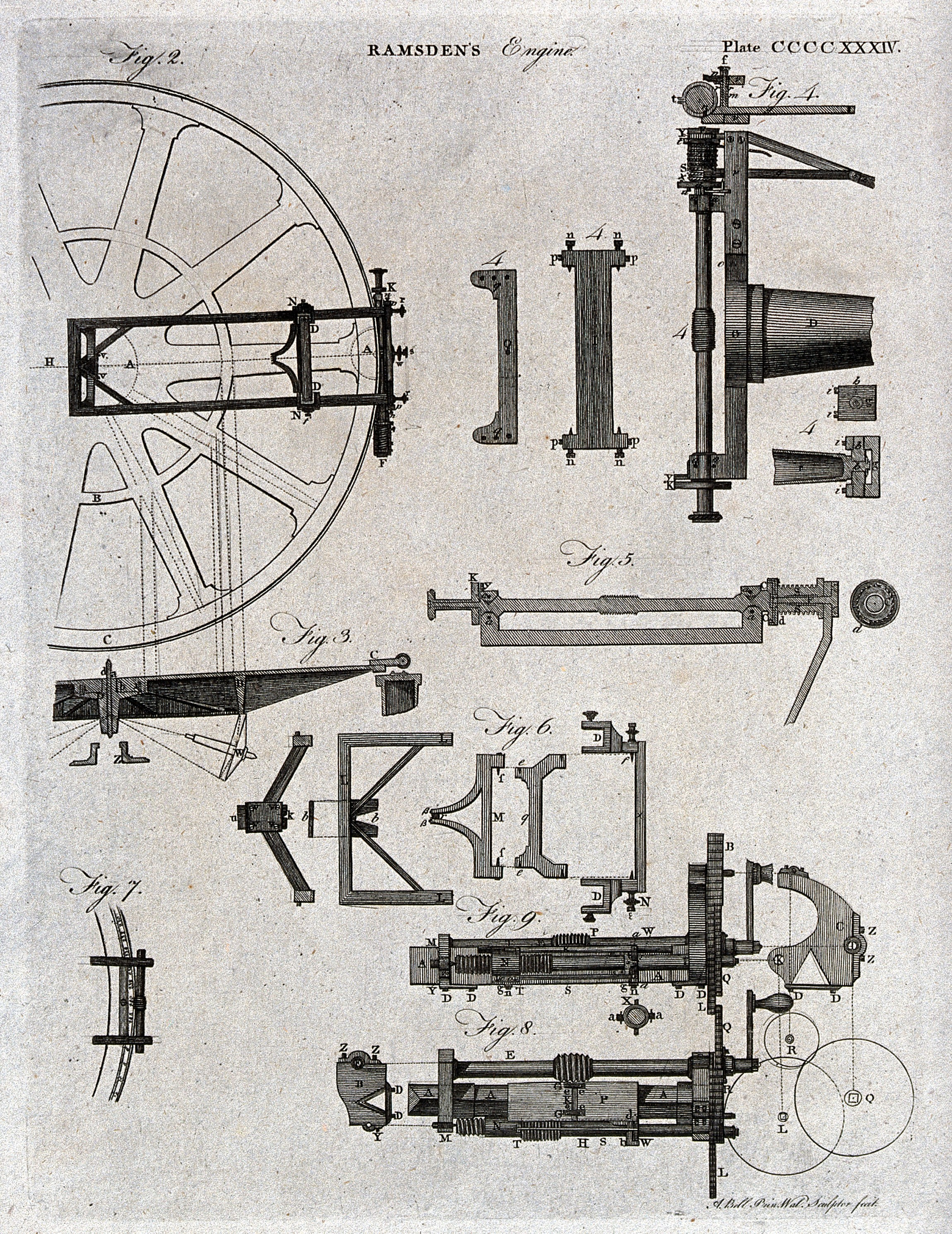
Detalls del dividing engine de Ramsden

L'instrument que més fama li va donar va ser la màquina divisòria (dividing engine), una ferramenta que servia per calibrar amb molta precisió altres instruments, sobretot els astronòmics. Ja en tenia una primera versió el 1768, però l'instrument definitiu va estar disponible a partir de 1774 i el 1777 l'Oficina de Longituds va publicar la memòria titulada Description of an engine for dividing mathematical instruments en el que se'n feia una descripció. Quan va morir, gairebé tots els observatoris astronòmics europeus, tenien un instrument com aquest.
En els instruments astronòmics, va substituir el típic quadrant per un cercle complet, cosa que va millorar la seva precisió des del 1 o 2 segons fins menys de 1/2 segon de grau, A Palerm, encara es conserva el gran telescopi equatorial amb el que Giuseppe Piazzi va descobrir el primer asteroide.
Fruit de la seva col·laboració amb els òptics Dollond, va ser el que avui es coneix com a “ocular Ramsden”, un ocular que minimitzava l'aberració cromàtica dels telescopis.
Ramsden també va construir enginys com generadors electroestàtics, teodolits, micròmetres, torns per la talla de caragols, etc.